# 複合槍

圖中展示出各種複合槍的槍管佈局

複合槍（英語：Combination gun）是一種具有至少一根刻有膛線的步槍槍管和一根霰彈槍槍管，並以中折式裝填原理操作的狩獵用槍械。它們的槍管通常以上下並排的形式排列，而槍管左右並排的複合槍則被稱為「斗篷槍」（英語：Cape gun）。三管複合槍「Drilling」（德語中的「三重」）是一種具有三根槍管的複合槍，四管複合槍「Vierling」（德語中的「四重」）則具有四根槍管。複合槍通常發射凸緣式子彈，這是考慮到無緣式子彈的彈殼較難從中折式槍械中抽出。

## 用途
複合槍在歐洲、非洲和亞洲有著悠久的歷史，最早可追溯到黑火藥火器的時代。它們幾乎都是狩獵用槍械。能夠在同一枝槍發射步槍子彈和霰彈是考慮到多樣化，以便射手能夠在幾秒的短時間內選擇合適的槍管射擊由鹿到鳥類的獵物，更大口徑的還能夠被用以對付大象和其他大型哺乳類動物。因此複合槍受到獵人和獵場看守人的歡迎。

## 發射方式
現代的複合槍傾向以類似於雙管霰彈槍和雙管步槍的中折式裝填機制運作。它們通常都具備一個選擇器以讓射手選擇發射那一根槍管。三管複合槍具有兩根霰彈槍槍管和一根步槍槍管，部份型號會有兩個扳機。而四管複合槍則普遍地具有兩個扳機。

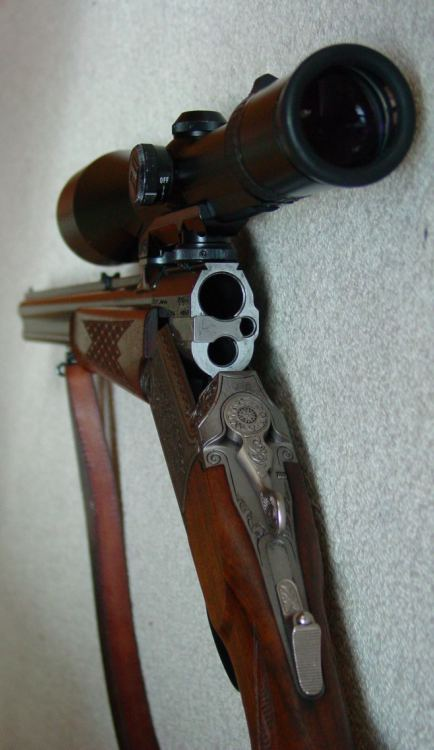
一枝裝上瞄準鏡的三管複合槍

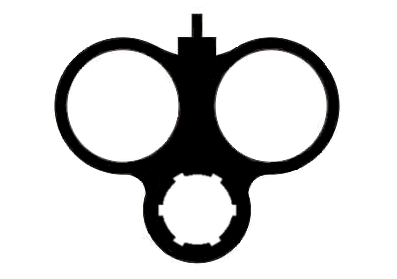
其中一種三管複合槍的槍管佈局，上層左右並排的為霰彈槍槍管，下層為步槍槍管